# ETR 450 sorozat
Az ETR 450 sorozat egy olasz nagysebességű villamos motorvonat. 1987 és 1992 között gyártotta a  Fiat Ferroviaria és az Ercole Marelli. Legnagyobb sebessége 250 km/h.

## Története
A Pendolino projektet a FIAT Ferroviaria kezdte el az 1970-es években. A fejlesztés során számos prototípust fejlesztettek ki, amelyek közül az utolsó az ETR 401 volt. Ezt a prototípust követték az ETR 450 sorozatú egységek. Az első vonat 1988-ban állt forgalomba Róma és Milánó között.
Minden vonat 9 egységből áll. A vonatok maximális sebessége 280 km/h, a szolgálati csúcssebesség 250 km/h volt. Az ETR 450-esek a Róma-Bari, Róma-Ancona-Rimini és Genova-Firenze-Róma vonalakon közlekedtek. A következő generációs Pendolino vonatok (ETR 460 sorozat, ETR 480) és a nem billenőszekrényes nagysebességű vonatok (ETR 500 sorozat) bevezetésével alacsonyabb szolgáltatásokra szorultak vissza.
2004-ben a billenő mechanizmust kikapcsolták, mivel a giroszkópos billenésvezérlés gyártása megszűnt (a British Aerospace gyártotta), és elővigyázatosságból a végsebességet 200 km/h-ra csökkentették.
A 2015-ös évtől kezdve az összes vonatot kivonták a forgalomból.

## Lásd még
- Treno Alta Velocità
- ElettroTreno
- Trenitalia
- Rete Ferroviaria Italiana
- Eurostar Italia